# 春日井市役所
春日井市役所（かすがいしやくしょ）は、日本の地方公共団体である愛知県春日井市の執行機関としての事務を行う施設（役所）である。

## 所在地
- 本庁舎、本庁舎東館 - 愛知県春日井市鳥居松町5丁目44番地

## 沿革
出典：
- 1960年（昭和35年）- 市役所庁舎が現鳥居松町5丁目に完成した。
- 1990年（平成2年） - 現行市庁舎が竣工・開庁する。

## 開庁時間

### 受付日・受付時間
- 月曜日から金曜日の午前8時30分から午後5時15分[10][11]
- 土曜日・日曜日・祝日・年末年始は閉庁[10]

### 水曜日時間外
- 開庁から午後7時30分(市民課)[12]
- 開庁から午後7時00分(収納課)[12]

### 日曜窓口
- 午前8時30分から正午、午後1時から午後5時[13]
- 第3日曜日・祝日と重なる日曜日・年末年始は閉庁[13]

## 出張所
- 坂下出張所[14]
- 東部市民センター[14]
- 味美ふれあいセンター[14]
- 高蔵寺ふれあいセンター[14]

## 市庁舎(本庁舎)
本項目では北館と南館の区別しないで記載する。
| 階      | 概要 |
| ------- | --- |
| 12F     | 大会議室、展望レストラン |
| 10・11F | 催事場 |
| 9F      | 春日井市教育委員会、教育長室、教育委員会事務局（教育総務課、学校教育課、学校給食課）、まちづくり推進部（都市政策課、都市整備課、住宅政策課、ニュータウン創生課、建築指導課）、会議室 |
| 8F      | 文化スポーツ部（文化・生涯学習課）、上下水道部（上下水道経営課、上下水道業務課、水道工務課、下水建設課）、お客様窓口、会議室 |
| 7F      | 建設部（道路課、公園緑地課、河川排水課、施設管理課）、春日井市消防本部（消防総務課、消防救急課、予防課） |
| 6F      | 企画政策部（デジタル推進課）、総務部（情報システム課）、研修室、会議室、消防本部（通信司令課） |
| 5F      | 市長室、副市長室、企画政策部（秘書課）、議会傍聴席、庁議室 |
| 4F      | 企画政策部（企画政策課、シティプロモーション推進室、広報広聴課）、総務部（総務課、人事課、市民安全課）、財政部（財政課、管財契約課、用地対策室）、春日井市選挙管理委員会、春日井市公平委員会、春日井市固定資産評価審査委員会、監査委員室、監査事務局（監査課）、春日井市議会議場、市政記者クラブ   |
| 3F      | 健康福祉部（健康増進課、新型コロナウイルスワクチン接種推進室）、環境部（環境政策課、環境保全課、ごみ減量推進課）、産業部（経済振興課、企業活動支援課、農政課）、市民生活部（市民活動推進課）、議長室、副議長室、会派控室、議会事務局（議事課）、行政委員会室、春日井市農業委員会、消費生活センター |
| 2F      | 財政部（市民税課、資産税課、収納課）、青少年こども部（子ども政策課、子育て世代包括支援センター、保育課）、健康福祉部（健康増進課、生活支援課）、就労・生活支援相談コーナー、情報コーナー、市民相談コーナー、会議室                                                                                 |
| 1F      | 市民生活部（市民課、保険医療年金課）、健康福祉部（地域福祉課、地域包括ケア推進室、介護・高齢福祉課、障がい福祉課）、愛知県警察少年サポートセンター春日井、市民サロン、守衛室、会議室 |
| B1・2F  | 駐車場 |

## アクセス
- JR中央本線・春日井駅から徒歩20分
- かすがいシティバス「市役所」下車すぐ
- 名鉄バス「鳥居松」又は「春日井市役所前」下車、徒歩2分